# Sewen
Sewen (en alsacià Seewe) és un municipi francès, situat a la regió del Gran Est, al departament de l'Alt Rin. L'any 2005 tenia 531 habitants.

## Demografia
| 1962 | 1968 | 1975 | 1982 | 1990 | 1999 |
| ---- | ---- | ---- | ---- | ---- | ---- |
| 586  | 604  | 552  | 516  | 539  | 530  |

## Administració
| Període   | Identitat         | Partit |
| --------- | ----------------- | ------ |
| 1983-1986 | Marc Gasser       |        |
| 1986-2001 | Bertrand Dantung  |        |
| 2001-     | Jean-Paul Bindler |        |